# دلکش (گوشه موسیقی)

دلکَش یک گوشه در موسیقی سنتی ایرانی است که در دستگاه ماهور اجرا می‌شود و از گوشه‌های اصلی این دستگاه دانسته می‌شود. در این گوشه درجهٔ ششم ماهور به اندازهٔ ربع پرده بَم‌تر اجرا می‌شود که این کار زمینهٔ ورود به دستگاه شور را فراهم می‌کند. گوشهٔ دلکش با مقام‌هایی با نام مشابه در موسیقی آذربایجانی، ترکی و عربی نیز مرتبط است.
سیر کلی گوشهٔ دلکش صعودی-نزولی است. در اوج آن اشاره‌هایی به ابوعطا می‌توان کرد و در مسیر نزولی نیز با ایست موقتی که بر درجهٔ چهارم ماهور می‌کند، زمینهٔ عبور از گوشهٔ «گشایش» در دستگاه ماهور فراهم می‌شود. گوشهٔ دلکش در بیشتر اجراهای دستگاه ماهور اجرا می‌شود و به خاطر این که زمینهٔ پرده‌گردانی به دیگر دستگاه‌ها را فراهم می‌کند، حائز اهمیت است.

## نام
«دلکش» از نظر لغوی به معنی زیبا و دوست‌داشتنی است. نام این گوشه، الهام‌بخش روح‌الله خالقی بود که به عصمت باقرپور (خوانندهٔ پرآوازهٔ ایرانی که در آن زمان دختری جوان بود) لقب «دلکش» را بدهد.

## تحلیل ردیف
دلکش یکی از شاه‌گوشه‌ها (گوشه‌های اصلی) در دستگاه ماهور دانسته می‌شود. گوشهٔ دلکش یکی از چهار گوشه‌ای است که امکان پرده‌گردانی در این دستگاه را فراهم می‌کند. وجه تمایز گوشهٔ دلکش با مدار اصلی دستگاه ماهور در این است که درجهٔ ششم ماهور در گوشهٔ دلکش یک ربع پرده بم‌تر می‌شود (مثلاً در ماهورِ دو، از لا به لا کرن تغییر می‌یابد) و به این شکل درجهٔ پنجم ماهور تبدیل به نت شاهد دستگاه شوری می‌شود که بر پایهٔ این درجهٔ ماهور استوار باشد (در اینجا، شورِ سل). از همین رو، مد دلکش را ترکیبی از ماهور و شور دانسته‌اند، یا دلکش را گوشه‌ای توصیف کرده‌اند که از دستگاه شور به ماهور وارد شده‌است. همچنین به دلیل نزدیکی آواز بیات ترک (از متعلقات دستگاه شور) به دستگاه ماهور، در این آواز قابلیت اجرای گوشهٔ دلکش نیز وجود دارد.

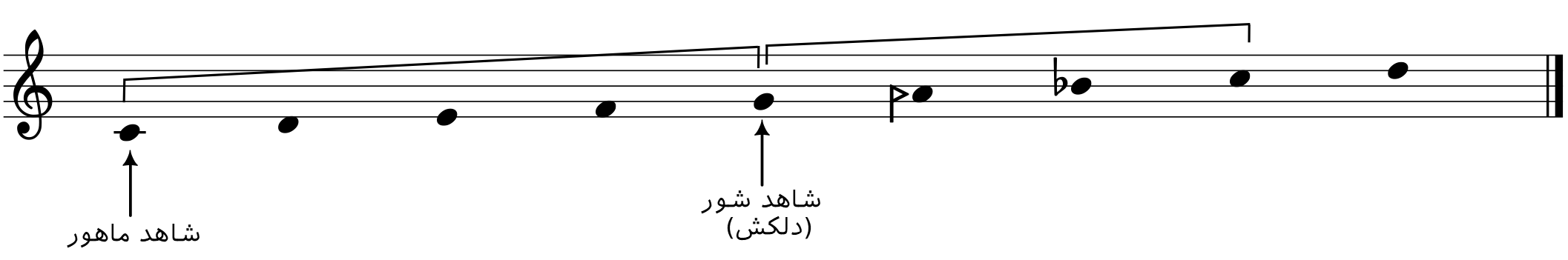
درجات ماهور در زمان اجرای گوشهٔ دلکش

در دلکش، درجهٔ ششم ماهور را می‌توان نت متغیر به حساب آورد. درجهٔ پنجم ماهور نقش نت شاهد دلکش را دارد و درجهٔ چهارم ماهور هم نقش یک نت ایست موقت را ایفا می‌کند. هر دوی این درجات، در ماهور از اهمیت بالایی برخوردارند (به خصوص در درآمد و گشایش دستگاه) و همین امر ارتباط بین ماهور و دلکش را تقویت می‌کند.
به لحاظ سیر ملودی، گوشهٔ دلکش حالت صعودی-نزولی دارد. گوشهٔ دلکش حول درجهٔ پنجم ماهور متمرکز است و تا درجهٔ ششم نیز صعود می‌کند اما نهایتاً به نت پایه ماهور فرود می‌کند. اجرای گوشهٔ دلکش می‌تواند بسیار مفصل باشد و گاه در آن گوشهٔ دیگری به نام «حاجی حسنی» نیز اجرا می‌شود. پس از گوشهٔ دلکش نیز معمولاً یک چهارمضراب اجرا می‌شود. همچنین در اوج گوشهٔ دلکش می‌توان اشاره‌ای به آواز ابوعطا نیز یافت.
از مقایسهٔ ردیف میرزاعبدالله، ردیف آقاحسینقلی و ردیف موسی معروفی چنین بر می‌آید که در تمام این‌ها اجرای دلکش شامل سه گوشه است که دو تای اول یکسان نام گرفته‌اند (دلکش، و چهارمضراب دلکش) اما سومی فقط در ردیف معروفی «حاجی حسنی» نام دارد و در دو ردیف دیگر تنها «فرود» نام گرفته‌است. همچنین، گاه در مسیر نزولیِ دلکش، درجهٔ سوم ماهور ربع پرده پایین برده می‌شود که دانگ اول ماهور را به دانگ اول مقام راست تبدیل می‌کند و از این طریق به گوشهٔ شکسته و بیات اصفهان نیز اشاره می‌کند. فرود دلکش از طریق ایست موقتی روی درجهٔ چهارم ماهور صورت می‌پذیرد که در آن درجهٔ ششم ماهور بار دیگر به جای اول بازمی‌گردد (بکار می‌شود). سپس، تمرکز ملودی به درجهٔ سوم و دوم ماهور معطوف می‌شود (که در اینجا موسیقی‌دان می‌تواند کمی در گوشهٔ گشایش دستگاه ماهور نیز باقی بماند) و نهایتاً به نت پایهٔ ماهور بازمی‌گردد.

### موقعیت و اهمیت
تحقیقات برونو نتل روی ردیف‌های مختلف دستگاه ماهور نشان می‌دهد که گوشهٔ دلکش معمولاً پس از گوشهٔ فِیلی و پیش از گوشهٔ خاوران اجرا می‌شود، اگرچه در ردیف‌های مختلف تفاوت‌هایی نیز دیده می‌شود. وی همچنین در بررسی یازده اجرای مختلف از گوشهٔ ماهور توسط ردیف‌دانان، گوشهٔ دلکش را پس از درآمد ماهور، رایج‌ترین گوشه در اجرای ماهور یافته بود.
گوشهٔ دلکش در کنار گوشهٔ شکسته یکی از گوشه‌های مهم دستگاه ماهور است؛ چرا که امکان پرده‌گردانی به دیگر دستگاه‌ها را فراهم می‌کند. برونو نتل گوشهٔ دلکش را جزء گوشه‌های چند قسمتی که نقشی مهم در ردیف و در اجرا ایفا می‌کنند طبقه‌بندی کرده‌است.

### در موسیقی آذربایجان
در موسیقی آذربایجانی یک مقام به نام «مقام دلکش» وجود دارد که از نظر موقعیت وضعش مشابه گوشهٔ دلکش در موسیقی ایرانی است. این مقام در کنار مقام ماهور یا مقام راست نیز اجرا می‌شود اما معمولاً مستقل از آن‌هاست و به همراه مقام دیگری به نام شهناز اجرا می‌شود. همچنین، گاهی از طریق مقام دلکش به بیات ترک نیز پرده‌گردانی صورت می‌گیرد.

### در موسیقی ترکی و عربی
در موسیقی ترکی و عربی نیز مقامی با نام «دلکَشیده» وجود دارد که علی‌رغم شباهت نامش ارتباطی با گوشهٔ دلکش ندارد. با این حال، به عقیدهٔ رودولف درلانژه موسیقی‌شناس قومی فرانسوی، مقام دلکشیده گاهی شباهت‌هایی با گوشهٔ دلکش پیدا می‌کند.

## یادداشت
1. ↑  Rodolphe d'Erlanger